# Fujiwara no Kinzane
Fujiwara no Kinzane (藤原公実, [[[1053]] – 1107] Erro: {{japonês}}: texto da transliteração contém caractere não latino (pos 19) (ajuda)) , também conhecido como Kanin Kinzane, foi um nobre do período Heian da história do Japão .

## Vida
Kinzane foi o filho mais velho do Dainagon Kanin Sanesue, sua mãe foi Fujiwara Mutsuko. O ramo Kanin se originou com Kinsue do Ramo Hokke do Clã Fujiwara, o mesmo que deu origem  ao ramo Kujō .
Em 1080 Kinzane se tornou Sangi, e em 1100 foi promovido a Dainagon
Em 1103 Kinzane assume o cargo de Tōgūbō (春宮坊, tutor do príncipe herdeiro) .
Com a ascensão do Imperador Toba em 1107, sua irmã Fujiwara no Ishi, se tornara a Imperatriz Mãe. Portanto Kinzane, como tio materno do Imperador e já sendo Tutor do Príncipe Imperial, deveria se tornar Sesshō de Toba. Ocorre porém que o Imperador em Clausura Shirakawa preferiu continuar com Fujiwara no Tadazane no cargo. Logo após o ocorrido Kinzane adoece e vem a falecer .
Dentre seus filhos se destacam Saneyuki (1078-1162) fundador do Ramo Sanjō, Michisue (1090-1128) fundador do Ramo Saionji e Saneyoshi (1096 – 1157) fundador do Ramo Tokudaiji. Foi avô materno dos Imperadores Sutoku e Go-Shirakawa .